# Centro (Ilhéus)
Centro é um bairro localizado no município de Ilhéus, Bahia, Brasil. É centro rodoviário, comercial, financeiro, turístico, histórico e geográfico do município. Localizado na ilha de Ilhéus, o bairro é rodeado por rios e pelo Oceano Atlântico.

## Avenidas e ruas importantes

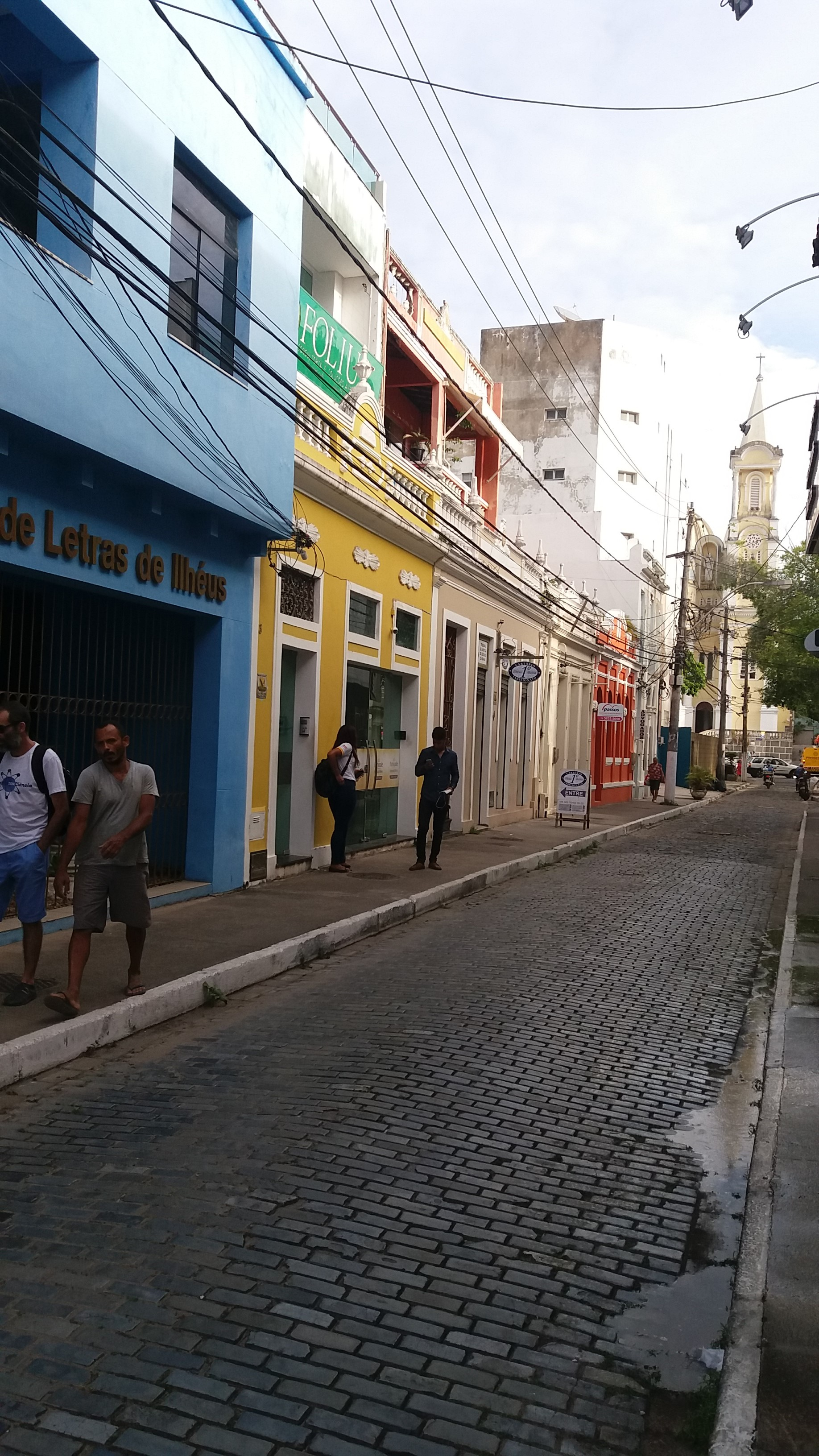
Vista da Catedral de São Sebastião através da rua Antônio Lavigne de Lemos, antiga rua Conselheiro Saraiva

- Avenida Soares Lopes (Centro e Cidade Nova)
- Avenida Itabuna (Centro e Conquista)
- Avenida Canavieiras (Centro, Baixa Fria e Conquista)
- Avenida Dois de Julho
- Rua Antônio Lavigne de Lemos (antiga Conselheiro Saraiva)[2]
- Rua Carneiro da Rocha
- Rua Sete de Setembro
- Rua Bento Berilo (antiga rua da Linha, rua Visconde de Mauá e rua Tiradentes)
- Rua Jorge Amado
- Rua Marquês de Paranaguá

## Praças importantes

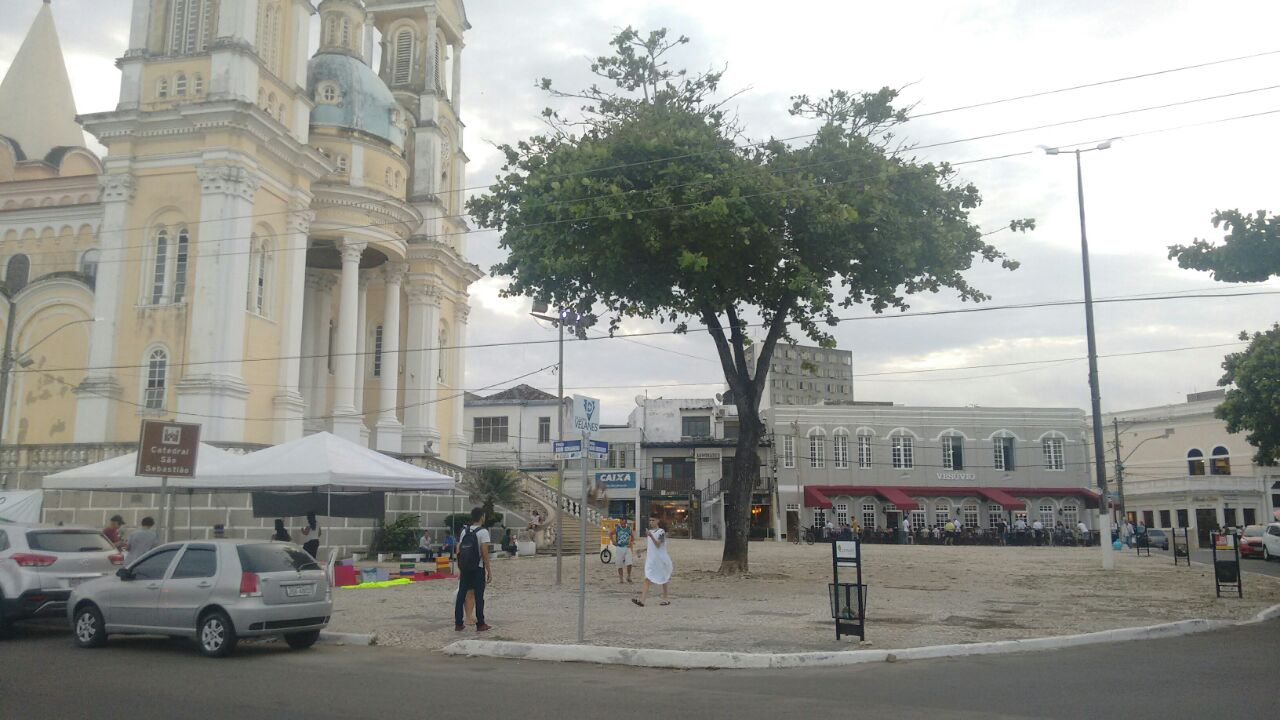
Praça Dom Eduardo em 2017, na imagem podemos observar a Catedral e o Vesúvio

### Praça Luiz Viana/ Praça Dom Eduardo
A Praça Dom Eduardo é a antiga Praça Luiz Viana. A mudança de nome foi realizada para homenagear o segundo bispo de Ilhéus, que faleceu em julho de 1939 e foi conhecido por ser um dos responsáveis pelo início da construção da Catedral de São Sebastião, lugar onde ele encontra-se sepultado.
A praça foi fundada no início do século XX, é um espaço amplo e aberto usado principalmente para festividades da igreja ou de escolas. É muito visitada por turistas, estudantes e transeuntes que se deslocam para ir à praia ou para o centro da cidade. No entorno da praça existem edificações que são pontos turísticos da cidade como a Catedral de São Sebastião e o Vesúvio.

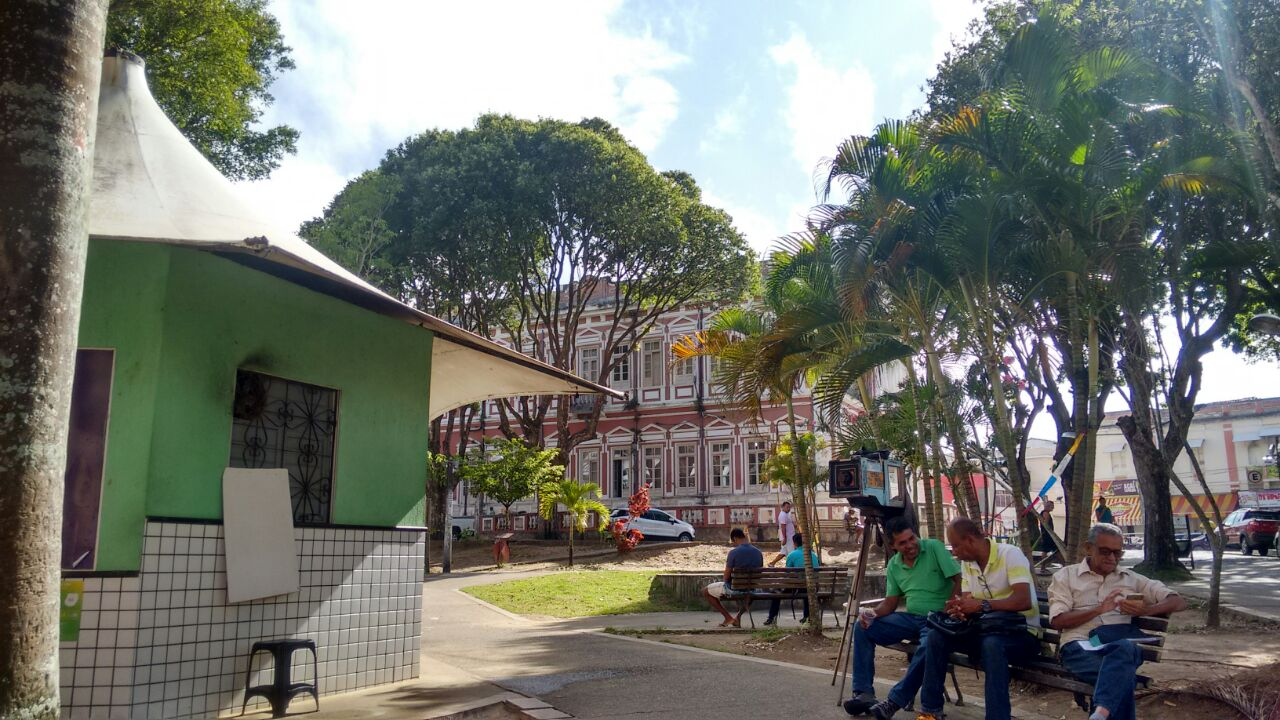
Praça J. J. Seabra com o Palácio Marquês do Paranaguá no fundo e os fotógrafos conhecidos como "lambe-lambes"

### Praça J. J. Seabra
Conhecida como Praça da prefeitura, pois nela encontra-se o Palácio Marquês de Paranaguá que era a antiga sede municipal, hoje é o museu da Capitania de Ilhéus.
Na praça há diversos profissionais conhecidos como "lambe-lambes", nome da antiga profissão de fotógrafos das "caixas com pano preto e tripé", que serve como referência dessa profissão.
Hoje a praça é principalmente utilizada por pessoas que trabalham no centro ou transeuntes que se direcionam para o ponto de ônibus na Praça Coronel Pessoa em direção ao centro comercial da cidade. Contêm quiosques para alimentação e bancas de revistas; apresenta árvores de grande porte que projetam sombra para o local, permitindo um ambiente favorável para a utilização do espaço, reunindo pessoas em jogos de dominó e dama.

### Praça Barão do Rio Branco
A praça era conjugada pela Rua Marquês do Paranaguá, cedeu seu lugar e foi transferida para o Bairro Cidade Nova, próxima ao Hospital de Ilhéus, onde à partir de 1980 passou a ser denominada Praça Antônio Vianna. A revitalização da praça contou com a construtora Cicon, e logo após as mudanças feitas, os moradores passaram a usar mais a área tanto de dia quanto de noite, pois as crianças tem espaço para andar de bicicleta ou podem brincar no parquinho, o local também possui um ponto de ônibus que facilita a movimentação.

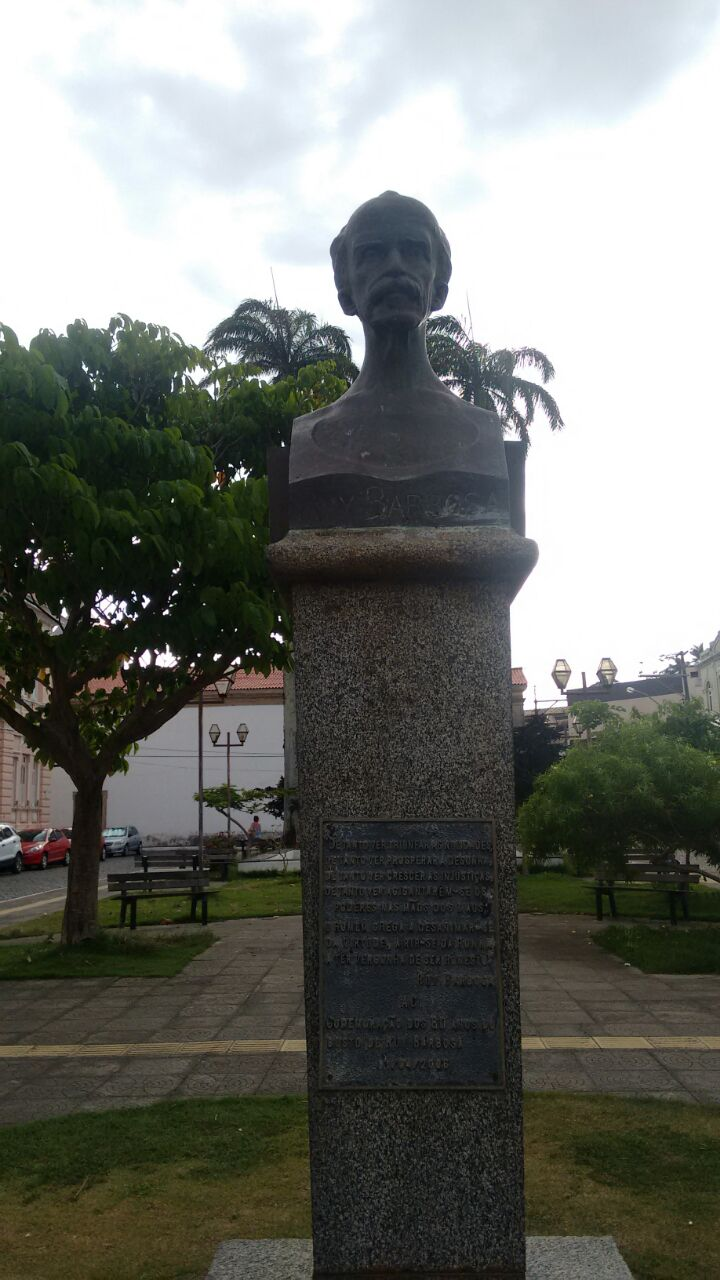
Estátua presente na Praça Ruy Barbosa

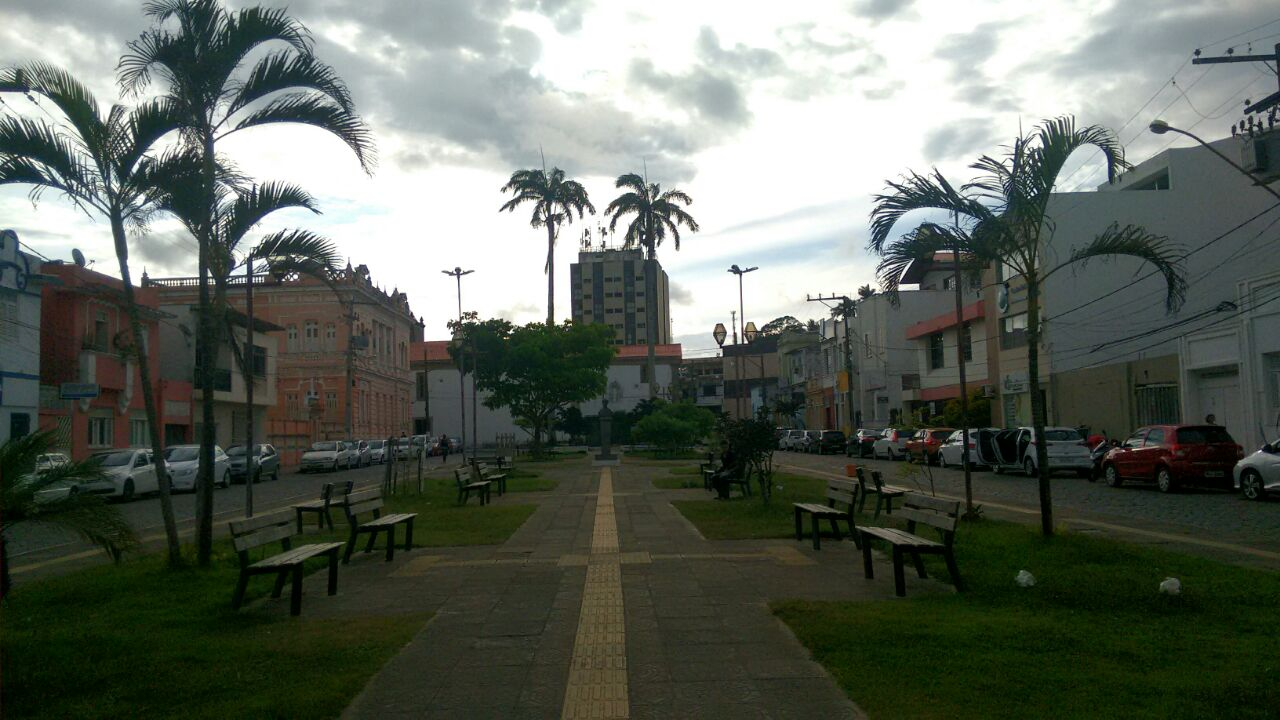
Praça Ruy Barbosa em 2017

### PraçaRuy Barbosa
Localizada na Avenida Soares Lopes, situa-se ao lado da Igreja Matriz de São Jorge, a primeira igreja a ser construída na cidade em 1566 com estilo colonial. Outra edificação que chama atenção é o Casarão do Coronel Manoel Misael da Silva Tavares, hoje pertencente a um grupo de Maçons.
Antigamente a praça era cercada de árvores de grande porte, com mais de trinta anos, mas foram removidas. Antes das árvores serem arrancadas a praça era utilizada especialmente pelos moradores da redondeza e para festividades da igreja, mas à noite a situação mudava, pois a praça ficava deserta e possuía uma iluminação precária, isso preocupava os moradores. Após a reforma foi observado uma melhora nesse aspecto permitindo que fosse mais transitada tanto ao dia como a noite pelas crianças andando de patins, bicicleta ou skate, pelos casais que frequentam a praça e pelas pessoas caminhando com os animais de estimação.
A praça é uma imagem importante para o município de Ilhéus, pois é um circuito dos pontos turísticos do centro da cidade, ponto de passagem para a igreja Matriz de São Jorge e para a Avenida Soares Lopes e sua praia, também foi eternizada no livro de Jorge Amado por ser uma passagem para a antiga casa de Tunico Bastos, um dos personagem de seus livros.

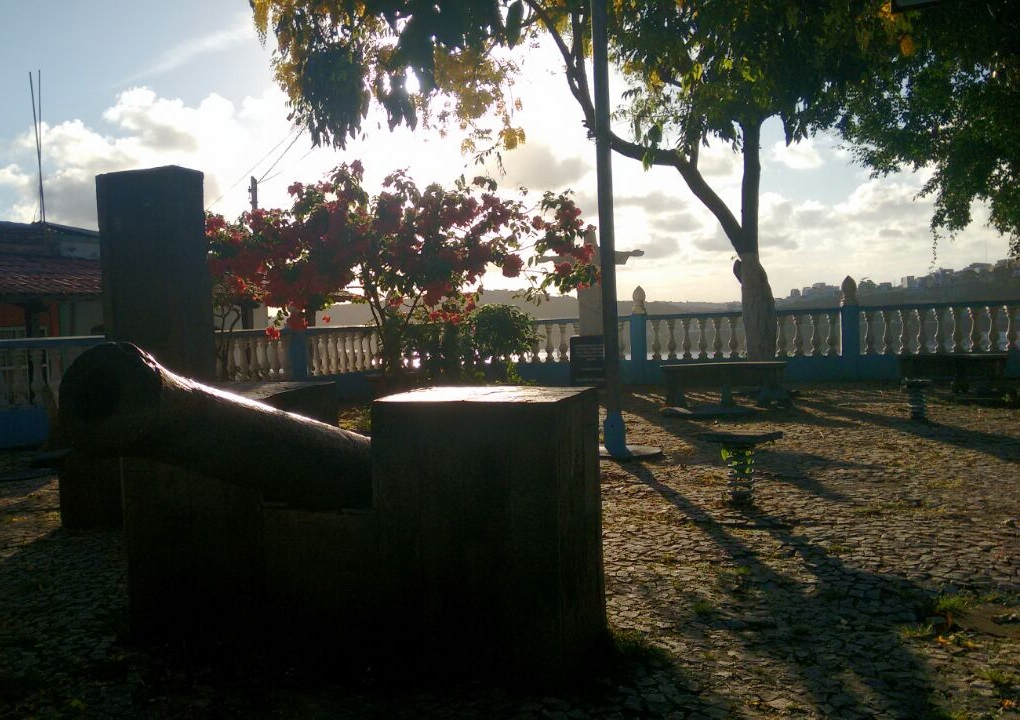
Praça do Cadete localizada no Alto do São Sebastião, na foto se encontra a referência da praça que é o Canhão

### Praça do Cadete
Situada no Alto do São Sebastião foi o lugar onde iniciou a colonização da Capitania de São Jorge dos Ilhéus em meados do século XVI, devido a sua localização geográfica e proximidade do mar que facilitava o acesso e abrigo das embarcações. Ao instalar a Vila no cume do morro, os colonos buscavam proteção contra ataques, inicialmente de índios, e, mais tarde dos invasores estrangeiros que saqueavam as vilas costeiras da Colônia.Presente na praça há um velho canhão de uma antiga fortificação que existia no pé do morro.

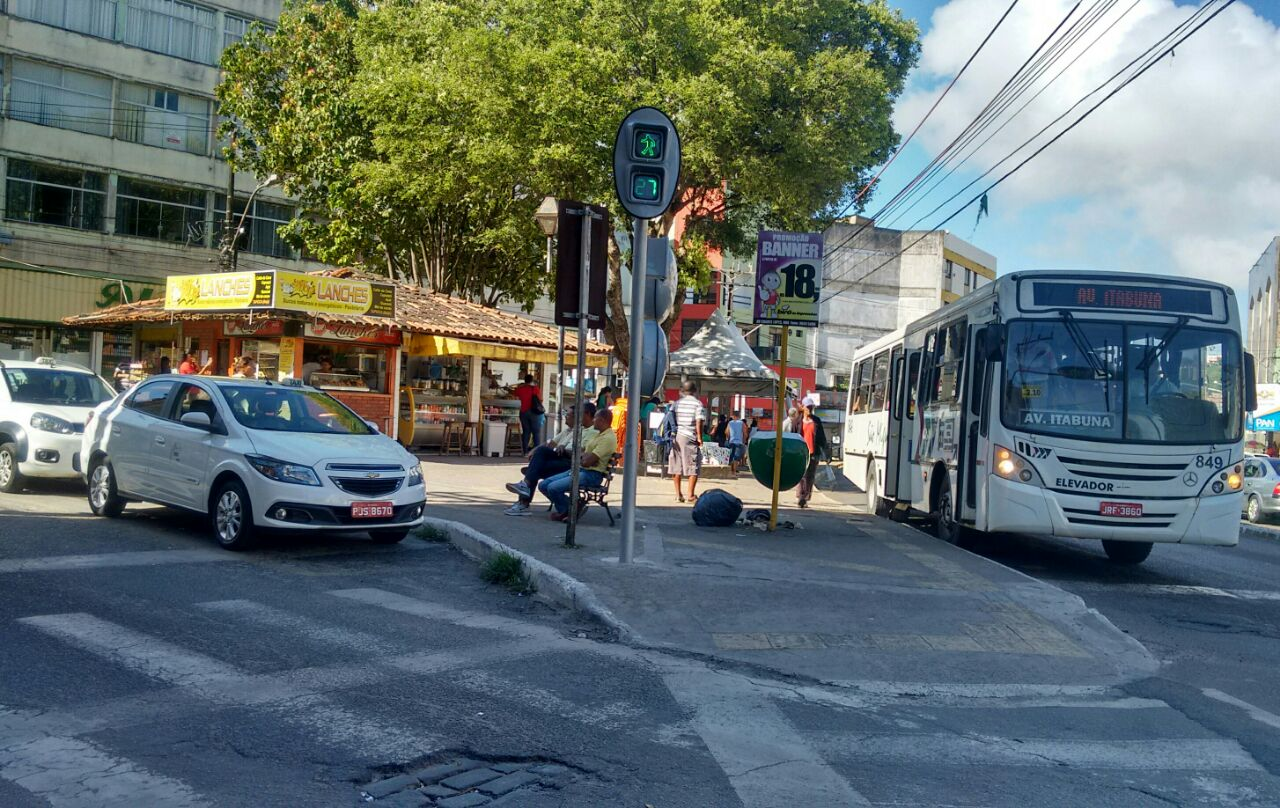
Praça Coronel Pessoa em 2017

### Praça Coronel Pessoa
A Praça Coronel Pessoa está localizada na esquina da Rua Santos Dumont com a Rua Tiradentes. Antigamente os trilhos da ferrovia cortavam toda a extensão da Rua Tiradentes e a praça era bastante ajardinada e continha um chafariz. Também era um espaço de lazer para encontros de bate-papo ao fim do dia, frequentada pelos moradores da proximidade e símbolo do poder político.
Atualmente o uso dessa praça descaracteriza esse espaço de lazer, contendo um ponto de parada de ônibus coletivo, uma praça de táxi e o comércio ambulante ilegal, este provocando poluição visual. Há alguns quiosques instalados com variados tipos de alimentação e um grande fluxo de pessoas que se deslocam para esperar o ônibus ou ir para o comércio.

### Praça Cairu
Criada no início do século XX, localizada perto ao antigo porto, se resumia a uma extremidade de um grande largo próximo a estação de trem. Alguns anos depois, algumas casas foram demolidas para construir a nova praça. Era local de venda dos mascastes e comércio feirante. Com a construção da ponte Governador Lomanto Júnior, em 1960, o traçado da praça foi modificado, sendo que a principal rua de acesso à ponte passa por ela, obtendo hoje, a função de rotatória para permitir maior circulação de veículos que se direcionam à ponte.

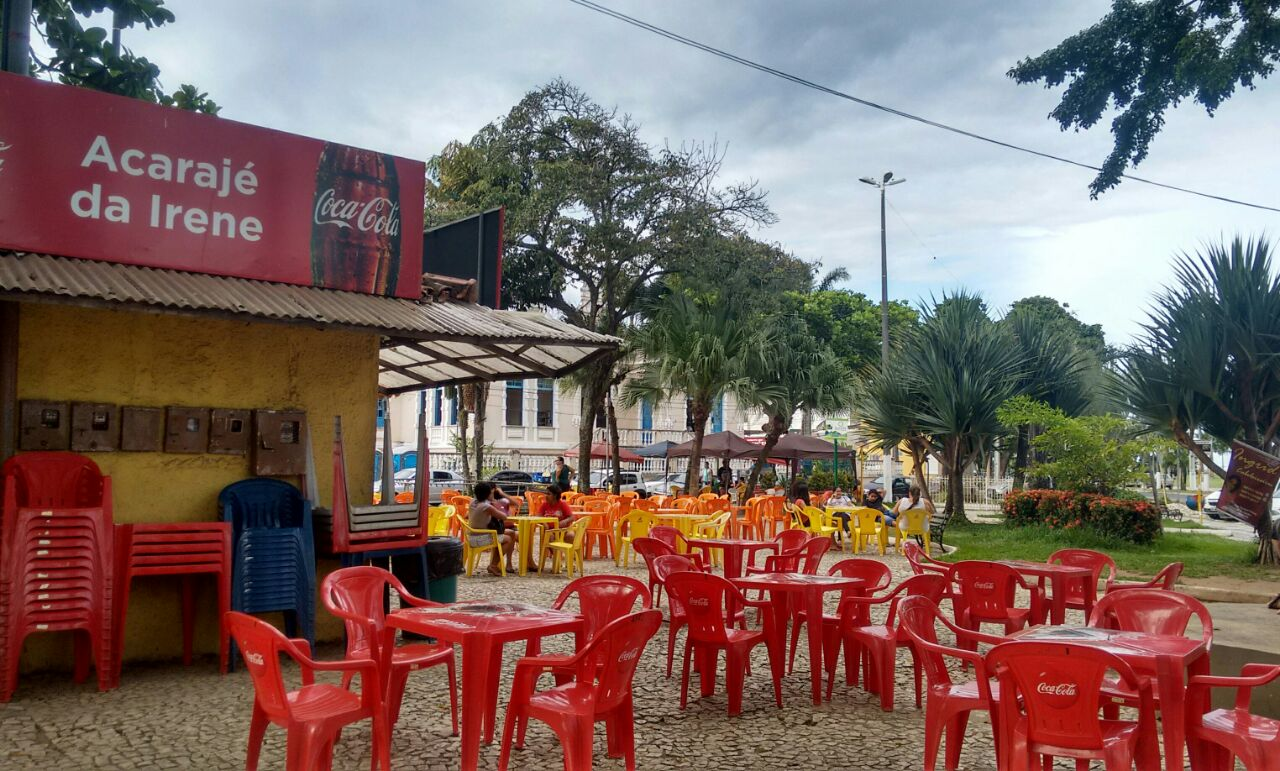
Praça Castro Alves, também conhecida como Praça da Irene

### Praça Castro Alves ou Praça da Irene
A história da praça está associada a história do Grupo Escolar do General Osório, inaugurado em 31 de dezembro de 1915, nesse colégio a ala feminina era separada da masculina, como é possível observar em sua fachada. Hoje estão instalados na edificação a Biblioteca Pública e o Arquivo Público Municipal.
Ficou conhecida como Praça da Irene por causa do Acarajé da Irene, que desencadeou a venda de comida no local. O tabuleiro da baiana ficava na portaria do Grupo Escolar e o movimento era tão grande que prejudicava a saída de alunos nos finais dos turnos, devido a isso recebeu reclamações e se alojou na Praça Castro Alves localizada na frente. Nesse contexto, outros ambulantes começaram a vender comida na praça. Até então a praça era usada pelos alunos e moradores vizinhos para recreação.
Houve uma remodelação da praça, acrescentando vários quiosques, acrescentando mais opções de comida e, essa mudança, transformou seu conceito para uma praça de alimentação, atraindo um novo público e criando um movimento significante também a noite nessa região.

## Pontos turísticos

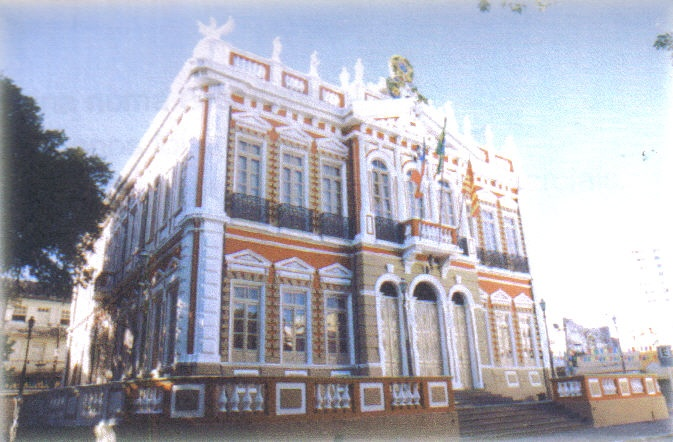
Palácio Paranaguá, sede do poder executivo da cidade, na Praça J. J. Seabra

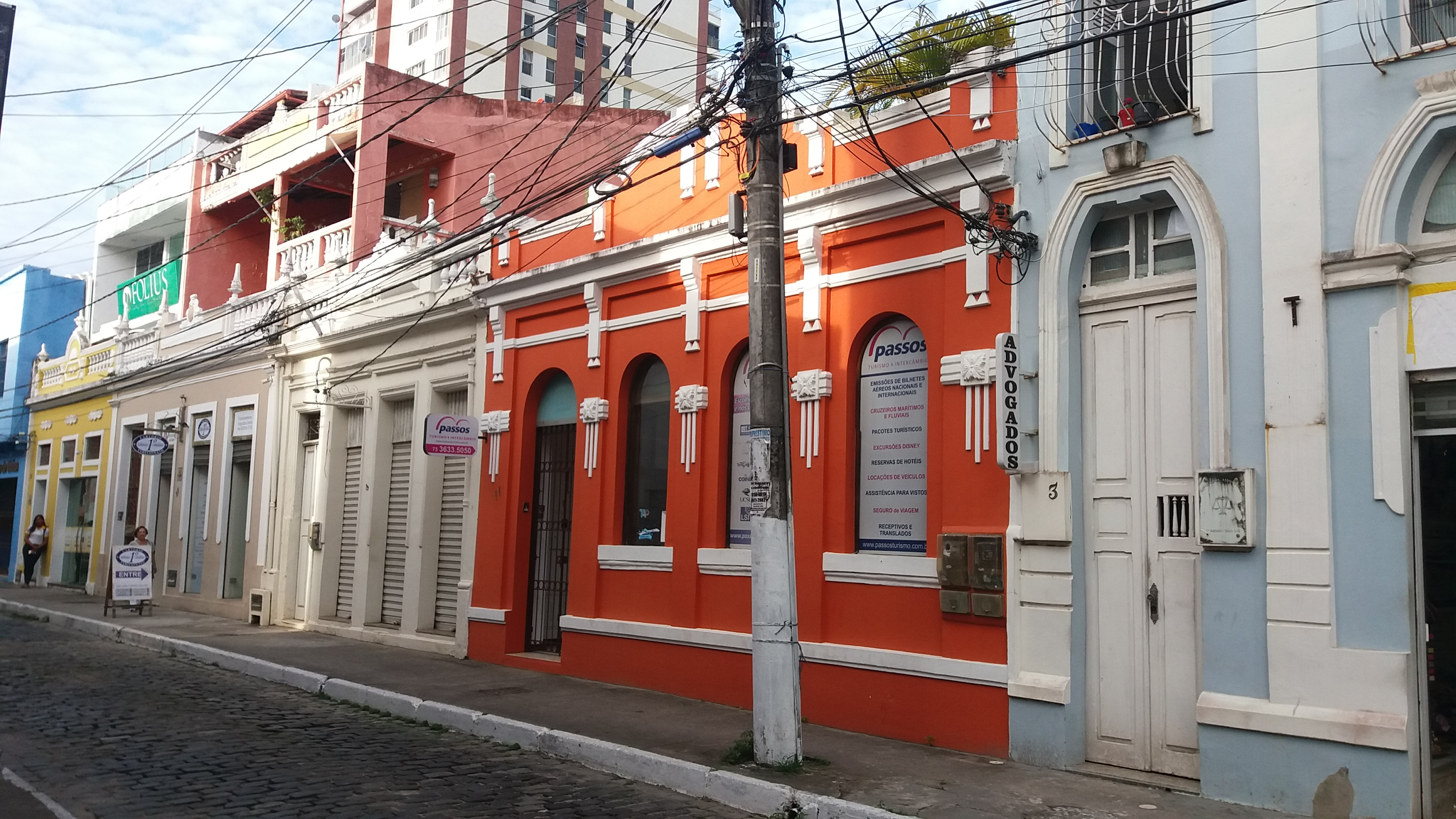
Conjunto arqui
tetônico da rua Conselheiro Saraiva, atual rua Antonio Lavigne de Lemos

- Casa de Cultura Jorge Amado - Quarteirão Jorge Amado
- Bar Vesúvio - Praça Dom Eduardo
- Bataclan - Av. 2 de Julho
- Biblioteca Pública Municipal Adonias Filho - Av. Soares Lopes
- Catedral de São Sebastião - Praça Dom Eduardo
- Cristo (imitação do Cristo Redentor - Rio de Janeiro) - Av. 2 de Julho
- Igreja Matriz de São Jorge - Praça Rui Barbosa
- Museu da Capitania de Ilhéus
- Palacete Misael Tavares - Quarteirão Jorge Amado
- Palácio Paranaguá - Praça J. J. Seabra
- Casario secular da Rua Antônio Lavigne de Lemos
- Teatro Municipal de Ilhéus - Quarteirão Jorge Amado